# ディスカバリー (アニメレーベル)
ディスカバリー（DISCOVERY）は、1988年に設立され2011年までアダルトアニメを製作・販売していた日本のレーベル。

## 概要
1998年に設立され、多数の大人気アダルトゲームの美少女アニメ（OVA）を製作していた。代表作は『夜勤病棟』シリーズ、『奴隷市場』シリーズなど。
2008年6月、『兄嫁はいじっぱり』をリリース。
2009年に「奴隷市場」などの完全版をリリースしたり、2010年・2011年にダウンロード販売を開始したりする等の活動を最後とした。

## 作品リスト
- 殻の中の小鳥（全5巻）
- 雛鳥の囀（全2巻）
- 黒の断章（全4巻）
- とらいあんぐるハート さざなみ女子寮（全5巻）
- 真・瑠璃色の雪（全4巻）
- 夜勤病棟（本編全10巻+記録集全2巻+Kranke全3巻）
- luv wave（全3巻、ピンクパイナップルと合作）
- 紅蓮（全3巻）
- アスガルド 〜歪曲のテスタメント〜（全3巻）
- 月花美人（全2巻）
- 奴隷市場（全3巻）
- 黒姫 -桎梏の館-（全2巻）
- アンバランス（全3巻）
- ブラッドロイヤル（全2巻）
- 隷従学園（全2巻）
- 清純看護学院（全3巻）
- 犠母妹（全2巻）
- 百舌鳥ノ贄（全1巻）
- 旅館白鷺（全2巻）
- 誘惑（全2巻）
- PIGEON BLOOD（全2巻）
- 魔性の貌（全1巻）
- 花の女子アナ ニュースキャスター・悦子（全2巻）
- 刻音色（全2巻）
- パンチラティーチャー（全2巻）
- 新体操(真)（全2巻）
- 夜勤病棟・参（全3巻）
- ジオグラマトン（全2巻）
- 兄嫁はいじっぱり（全2巻）